# Глас
Глас је најмања јединица у говору. У свакодневном језику глас означава најмању језичку јединицу, која се бележи словом.
Лингвистички термин глас има другачије значење и означава производ људских говорних органа. Глас или фон је говорна реализација фонеме, која је најмања језичка јединица и која је апстрактна.

## Говорни органи
Гласови се стварају у говорном тракту човека када ваздух који струји из плућа пролази кроз душник, грло, усну дупљу или носну шупљину. Пролазећи кроз душник, ваздух наилази на гласнице. Када су затегнуте, приликом проласка ваздушне струје, оне трепере и производе звук. Тако настају звучни гласови. Када су гласнице опуштене, ваздушна струја пролази не изазивајући њихово треперење. Тако настају безвучни гласови.
Гласови се формирају у усној дупљи и носној шупљини. Усна дупља је састављена из уста и ждрела (ждреона дупља), између којих се налази ресица. Ресица и меко непце затварају или отварају пут ваздушној струји кроз носну шупљину. У стварању гласова учествују још и усне и језик. Језик је најпокретљивији говорни орган.
Основни делови говорног тракта су:
- плућа
- душник и гркљан
- гласне жице (гласнице)
- ресица
- усна дупља и носна шупљина
- меко (задње) непце
- тврдо (предње) непце
- језик
- усне
- зуби

## Подела гласова у српском језику
Гласови у стандардном српском језику се деле на:
- самогласнике (вокале): а, е, и, о, у
- сугласнике (консонанте): б, в, г, д, ђ, ж, з, ј, к, л, љ, м, н, њ, п, р, с, т, ћ, ф, х, ц, ч, џ, ш

Самогласници су носиоци слога у речи. При њиховом изговору ваздушна струја слободно пролази, не наилазећи на препреке. Деле се према положају језика (и висински и хоризонтално). Сви су звучни (гласне жице трепере). Понекад глас р може бити носилац слога и тада се назива слоготворно р (тр-ча-ти, р-ва-ти се). Исту функцију, али у мањем броју случајева и то искључиво у лексици страног порекла, могу имати и друга два надзубна гласа — слоготворни л (Вл-та-ва, би-ци-кл) и н (Њу-тн, и-бн, и-дн).
Сугласници се деле на праве (консонанте) и неутралне (сонанте). Даље се деле и према звучности, месту и начину творбе. Обично се деле и према мекоћи. Наиме, сви гласови првобитног српског који се развио из прасловенског били су меки. Већина их је отврдла, сем појединих који су остали меки. Њих одликује артикулација при којој је језик приљубљенији уз непце него при изговору других предњонепчаних гласова. То је следећи скуп сугласника: Ј, Љ, Њ, Ђ, Ћ.

## Положај језика у изговору самогласника
Када се, при изговору самогласника, језик покреће хоризонтално, он може заузети предњи, средњи или задњи положај, а ако се језик покреће вертикално, може заузети високи, средњи или ниски положај.
|        | Предњи | Средњи | Задњи |
| Високи | И      |        | У     |
| Средњи | Е      |        | О     |
| Ниски  |        | А      |       |

## Звучност гласова
Према звучности, треперењу гласних жица, гласови се деле на звучне и безвучне.
| Звучни сугласници су:   | Б | Г | Д | Ђ | Ж | З | Џ |   |   |   |
| Безвучни сугласници су: | П | К | Т | Ћ | Ш | С | Ч | Ф | Х | Ц |

Сугласници В, Ј, Р, Л, Љ, М, Н, Њ  изразито су звучни. При њиховом изговору, као и при изговору самогласника, гласнице трепере, али се ипак ствара нека препрека. Ови гласови се називају гласници или сонанти.

## Подела сугласника према месту творбе
Према месту изговора, сугласници српског стандардног језика су:
- уснени (лабијали):
  - двоуснени (билабијали): П, Б, М
  - уснено-зубни (лабиодентали): В, Ф
- предњојезички (коронали):
  - зубни (дентали): Т, Д, С, З, Ц
  - надзубни (алвеолари): Л, Р, Н
- средњојезички (дорзали):
  - предњонепчани (палатали): Ј, Љ, Њ, Ћ, Ђ, Ш, Ж, Ч, Џ
  - задњонепчани (велари): К, Г, Х

## Подела сугласника према начину творбе
Према начину изговора, сугласници српског стандардног језика су:
- прави консонанти:
  - праскави (експлозиви): П, Б, Т, Д, К, Г
  - сливени (африкати): Ц, Ч, Џ, Ћ, Ђ
  - струјни (фрикативи): С, З, Ш, Ж, Ф, Х
- неутрални сонанти:
  - носни (назали): М, Н, Њ
  - бочни (латерали): Л, Љ
  - треперни (вибранти): Р
  - полувокали (апроксиманти): В, Ј

## Акустичке особине гласова српског језика
Дат је преглед додатних особина гласова стандардног српског језика:
- збијеност/компактност: А, Њ, Љ, Ј, Г, К, Ж, Ш, Ђ, Ћ, Х, Џ, Ч
- распршеност/дифузност: И, У, Р, Л, Н, М, В, Б, П, Д, Т, З, С, Ц, Ф
- назалност: М, Н, Њ (сви други поседују особину названу оралност)
- оштрина/акутност: И, Е, Н, Њ, Л, Љ, Р, Ј, Д, Т, З, С, Ж, Ш, Ђ, Ћ, Џ, Ч, Ц
- пискавост/стридентност: В, Ж, Ш, З, С, Џ, Ч, Ц, Ф
- непрекидност: А, Е, И, О, У, В, Ј, Л, Љ, З, С, Ж, Ш, Ф, Х.
- прекидност: М, Н, Њ, Р, Б, П, Д, Т, Г, К, Џ, Ч, Ђ, Ћ, Ц.
- мекоћа: Ј, Љ, Њ, Ђ, Ћ

## Како научити поделу гласова у српском језику
Ради лакшег памћења акустичких особина гласова, распрострањено је памћење помоћних реченица, у којима почетна слова сваке речи одговарају траженој групи гласова.
Према звучности:
- самогласници: Ево Иде Аутомобил Овом Улицом.
- звучни: Богатим Гозбама Домамљиваху Ђаци Џинове Жељне Забаве.
- сонанти: Ветар Њише Нежне Меке Љупке Латице Јапанске Руже.
- безвучни: Фабрика Ће Кратким Цевима Снабдети Читаву Халу Творнице Шпер Плоча.

Према месту творбе:
- задњонепчани: Крагујевац — Град Хероја.
- предњонепчани: Чика Ђорђе Жваће Шљиве, Његова Ћерка Љиља Једе Џем.
- надзубни: Рода Лети Небом.
- зубни: Заставе Друга Тита Су Црвене.
- уснени: Бака Преде Вуну Фићиној Мами.

Према начину творбе:
- праскави: Бесни Консонанти Праскају, Траже Дубоке Гласове.
- сливени: Царева Ћерка Ђакона Части Џемом.
- струјни: Зечеви Скупљају Жирове, Шишарке, Флауте, Хлеб.
- носни: Наш Магарац Њаче.
- бочни: Лепа Љубав.
- треперни: било која реч на Р.
- полувокали: Врабац Једе.

Према реду самогласника:
- предњега реда: Иде Емир.
- задњега реда: Ауто Отишао Улицом.

Према висини самогласника:
- високи: Улази Игор.
- средњи: Оде Европљанин.
- ниски: било која реч на А.